# Grip (canção)
"Grip" é uma canção da cantora e compositora brasileira Anitta, gravada para seu sexto álbum de estúdio, Funk Generation (2024). A canção foi liberada como o quinto single do álbum em 26 de abril de 2024, através da Floresta Records, Republic Records e Universal Music Latino, juntamente com seu videoclipe, coincidindo com a data de lançamento do disco em si.

## Antecedentes
No início de 2023, Anitta confirmou que estava trabalhando em um álbum inteiramente de funk brasileiro. Em abril, a cantora assinou com a Republic Records, após encerrar seu contrato com a Warner Records após onze anos de parceria. Ela revelou o título do álbum pela primeira vez em junho daquele ano com a criação de um canal de transmissão no Instagram chamado "Funk Generation". Anitta apresentou ao público pela primeira vez um trecho de "Grip" em um medley com "Funk Rave" e "Used to Be" no MTV Video Music Awards de 2023, onde também foi premiada com um troféu de Melhor Vídeo Latino pelo videoclipe de "Funk Rave". À época, a faixa foi anunciada como o próximo lançamento de Funk Generation, e também foi relatado que ela iria conter um sample da canção "O Baile Todo" (2001), do grupo Bonde do Tigrão. Em outubro, foi liberada a capa e um trecho da canção através das redes sociais, ainda que não houvesse uma data de lançamento definida.
Em 12 de abril, Anitta anunciou o lançamento oficial de "Grip", que ocorreu no dia 26 seguinte, juntamente com Funk Generation.

## Faixas e formatos
| Download digital |        |                                                                                             |         |  |
| N.º              | Título | Compositor(es)                                                                              | Duração |  |
| 1.               | "Grip" | Larissa Machado Liana Banks Melony Nathalie Redondo Rodrigo Gorky Maffalda Zebu Pablo Bispo | 1:50    |  |

## Desempenho comercial
| País — Parada musical (2024)      | Melhor posição |
| --------------------------------- | -------------- |
| Brasil (Billboard Brasil Hot 100) | 27             |
| Portugal (AFP)                    | 82             |